# Marvin the Martian
Marvin the Martian is een personage uit de tekenfilms en strips van de Looney Tunes / Merrie Melodies. Marvin werd op 24 juli 1948 bedacht door Chuck Jones. Hij maakte zijn debuut met Bugs Bunny datzelfde jaar in het filmpje "Haredevil Hare".

## Personage
Marvin is een buitenaards wezen van de planeet Mars. Hij is een klein mannetje gekleed in een rood/groen pak met witte schoenen en een groene helm met daarop een gele borstel. Zijn gezicht is een zwarte bol waarin alleen twee ogen zichtbaar zijn. Zijn kostuum heeft veel weg van dat van een Romeins uniform (als referentie naar het feit dat Mars de Romeinse oorlogsgod was). 
Marvin heeft vaak als missie de aarde te veroveren of te vernietigen. Zijn meesterplan is om de aarde op te blazen met zijn "Illudium PU-36 Explosive Space Modulator". Hiervoor heeft hij een zeer goede reden: de Aarde blokkeert zijn uitzicht op Venus. Marvin the Martian is een echte wereldveroveraar met een superioriteitscomplex. Als hij met zijn missie is begonnen, laat hij zich door niets of niemand tegenhouden of op andere gedachten brengen. 
Marvin heeft een "disintegrating ray gun" en een ruimteschip genaamd "The Martian Maggot" tot zijn beschikking. Hij wordt meestal vergezeld door zijn trouwe hond Commander K-9, maar soms ook door andere dieren.

## Geschiedenis
Chuck Jones bedacht Marvin nadat het hem opviel dat Bugs Bunny het personage Yosemite Sam steeds sneller te slim af was. Hij besloot om Bugs wederom een nieuwe tegenstander te geven. Marvin is in veel opzichten Sams tegenpool. Hij is een stuk kalmer, maar zijn daden zijn veel destructiever. 
Marvin heeft niet altijd de naam Marvin gehad. Aanvankelijk was hij bekend als Commander-X-23, maar uiteindelijk kreeg hij de naam die hem het beste paste. Ook zijn pak veranderde met de tijd van goud-bruin en rood naar het huidige groen en rood. In de eerste cartoons gaf Mel Blanc Marvin zijn unieke stem, na diens overlijden werd deze verzorgd door Bob Bergen.

## Tekenfilms en langspeelfilms
Enkele korte filmpjes, series, en films waar Marvin in te zien was zijn:
- 1948 – "Haredevil Hare" Het debuut van Marvin en K-9
- 1952 – "Hasty Hare" met Bugs Bunny
- 1953 – "Duck Dodgers in the 24½th Century" met Daffy Duck als Duck Dodgers en Porky Pig
- 1958 – "Hare-Way to the Stars" met Bugs Bunny
- 1963 – "Mad as a Mars Hare" met Bugs Bunny
- 1980 – "Duck Dodgers and the Return of the 24 1/2 Century" met Daffy Duck
- 1980 – "Spaced Out Bunny" met Bugs Bunny
- 1991 – "Bugs Bunny's Lunar Tunes" met Bugs Bunny
- 1996 – "Marvin the Martian in the 3rd Dimension" (Een speciale 3-d animatiefilm in beperkte roulatie uitgebracht.)
- 1996 – "Space Jam"
- 2003 – "Duck Dodgers"
- 2003 –  "Looney Tunes: Back in Action"

Marvin heeft ook cameo’s gehad buiten de Looney Tunes-filmpjes. Zo was hij te zien in twee afleveringen van Drawn Together en ook in The Simpsons-aflevering The Springfield Files.
In Close Encounters of the Third Kind is Marvin te zien op een televisiescherm terwijl het hoofdpersonage Roy Neary wakker aan het worden is naast een door hem gemaakte verkleinde en onvolledig afgewerkte replica van Devils Tower.